# 艾米尔·基瑟尔
艾米尔·基瑟尔（Emile Gsell，1838年—1879年），法国摄影家。

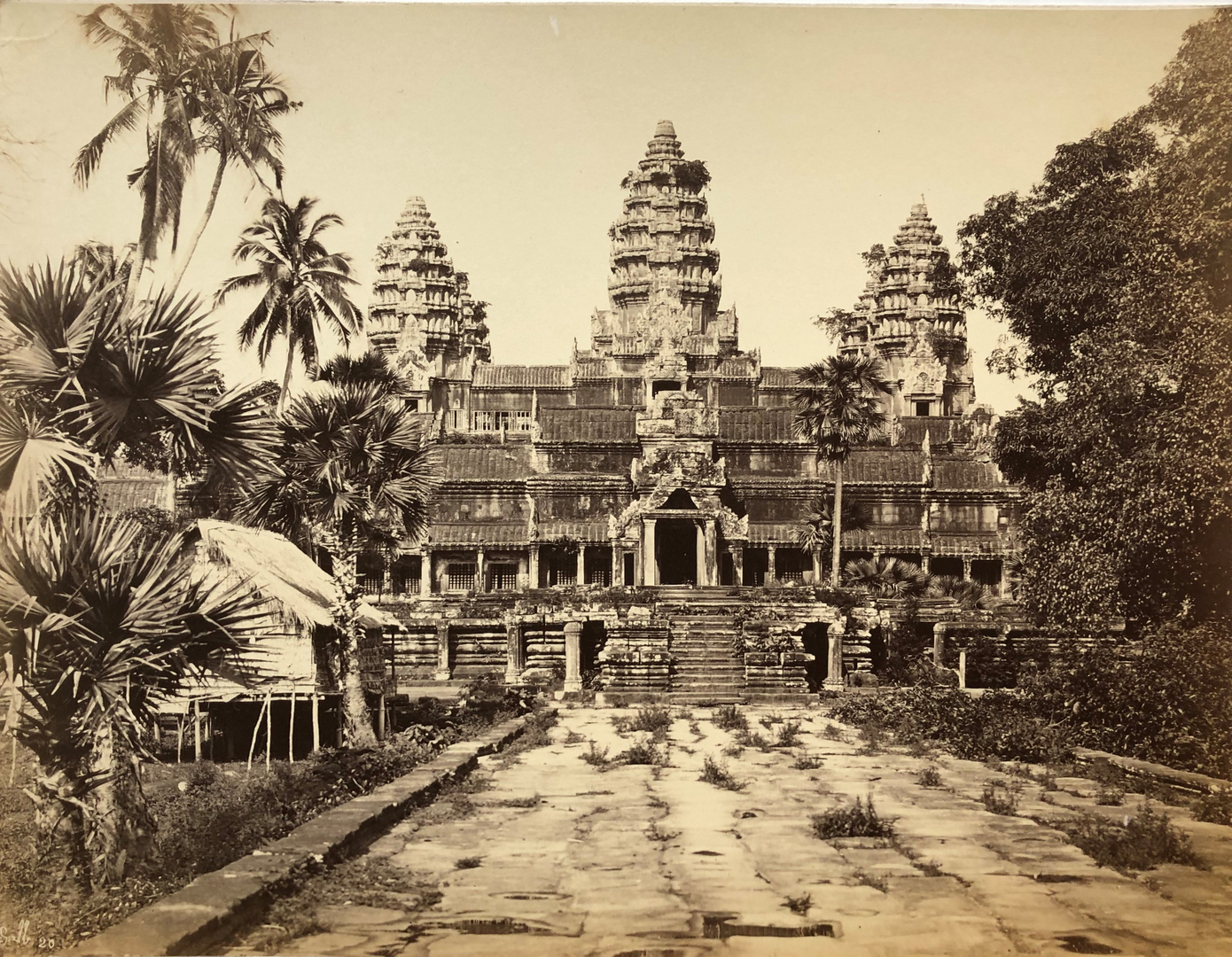
1866年基瑟尔拍摄的吴哥窟照片

1838年12月31日，基瑟尔诞生于法国上莱茵省的 Sainte-Marie-aux-Mines村。1858年至1866年参军期间学习摄影术并前往越南南方旅行，1886年前往吴哥拍摄照片。1873年重返柬埔寨拍摄吴哥风景和风土人情。1873年5月1日至10月31日在奥京维也纳参加摄影展，展出两组照片，一组是吴哥古迹，一组是柬埔寨和安南民俗，获得荣誉奖章。
1879年10月16日，基瑟尔在西贡（今胡志明市）家中逝世。

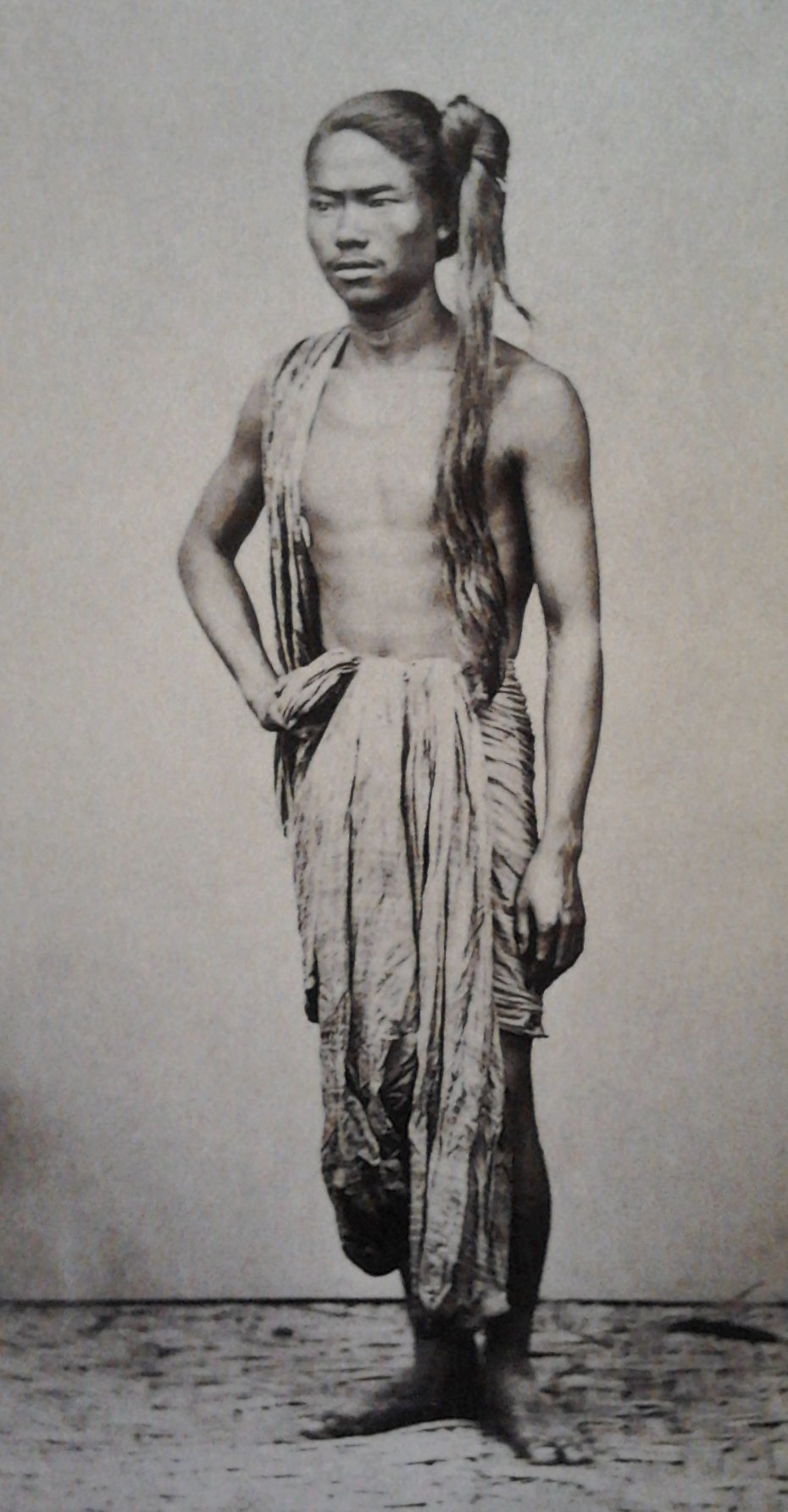
马来车夫
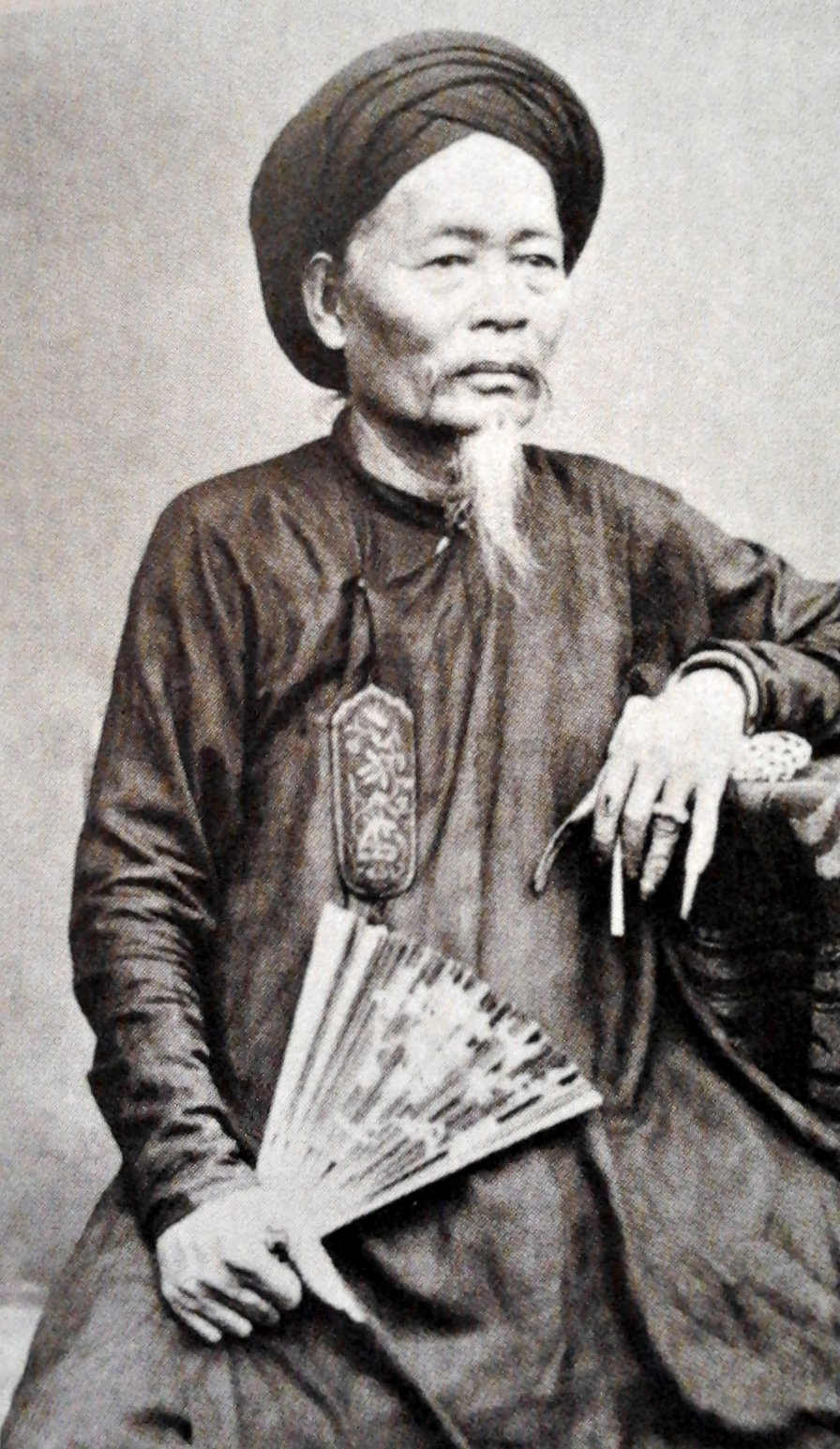
官员
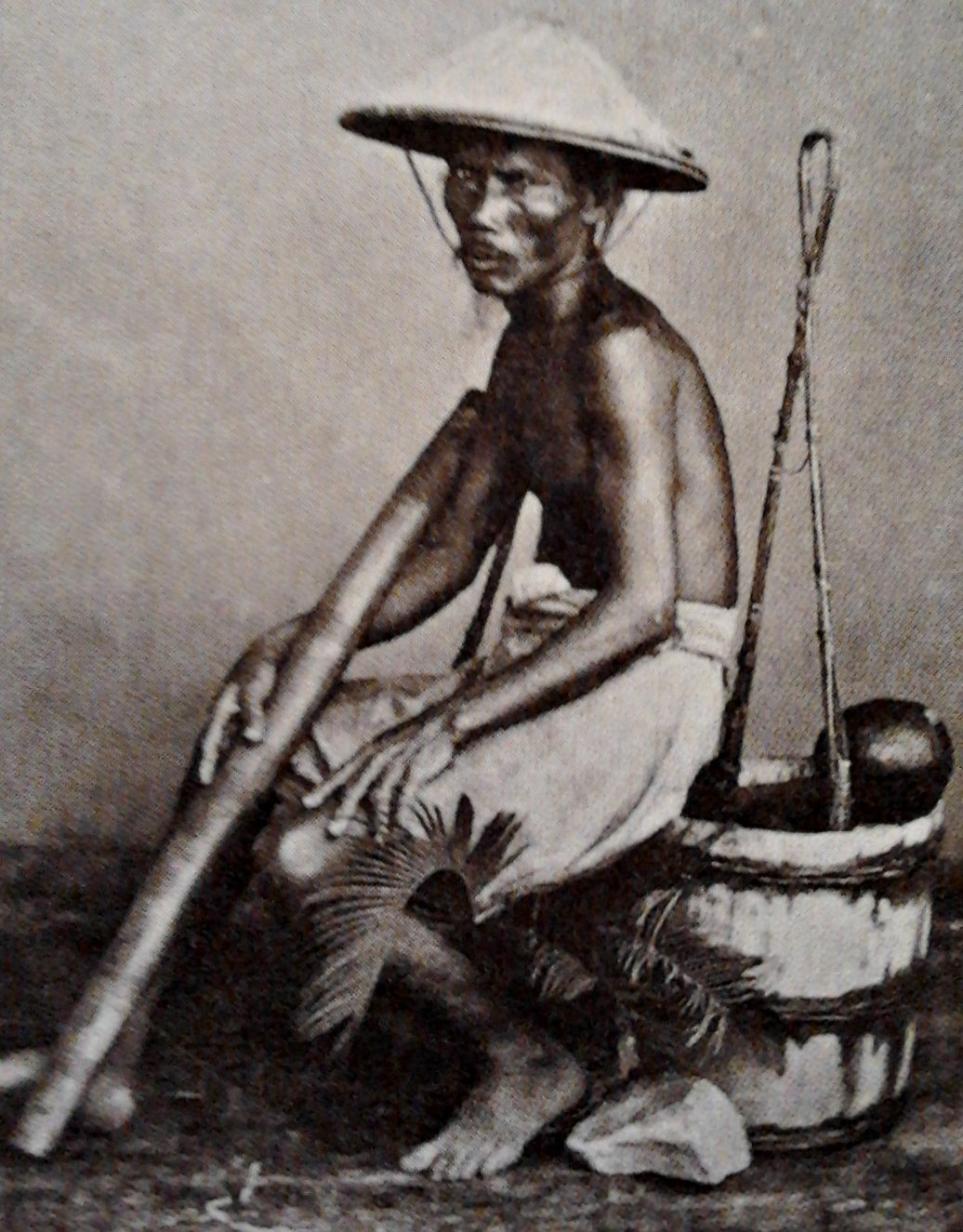
抽鸦片的商人
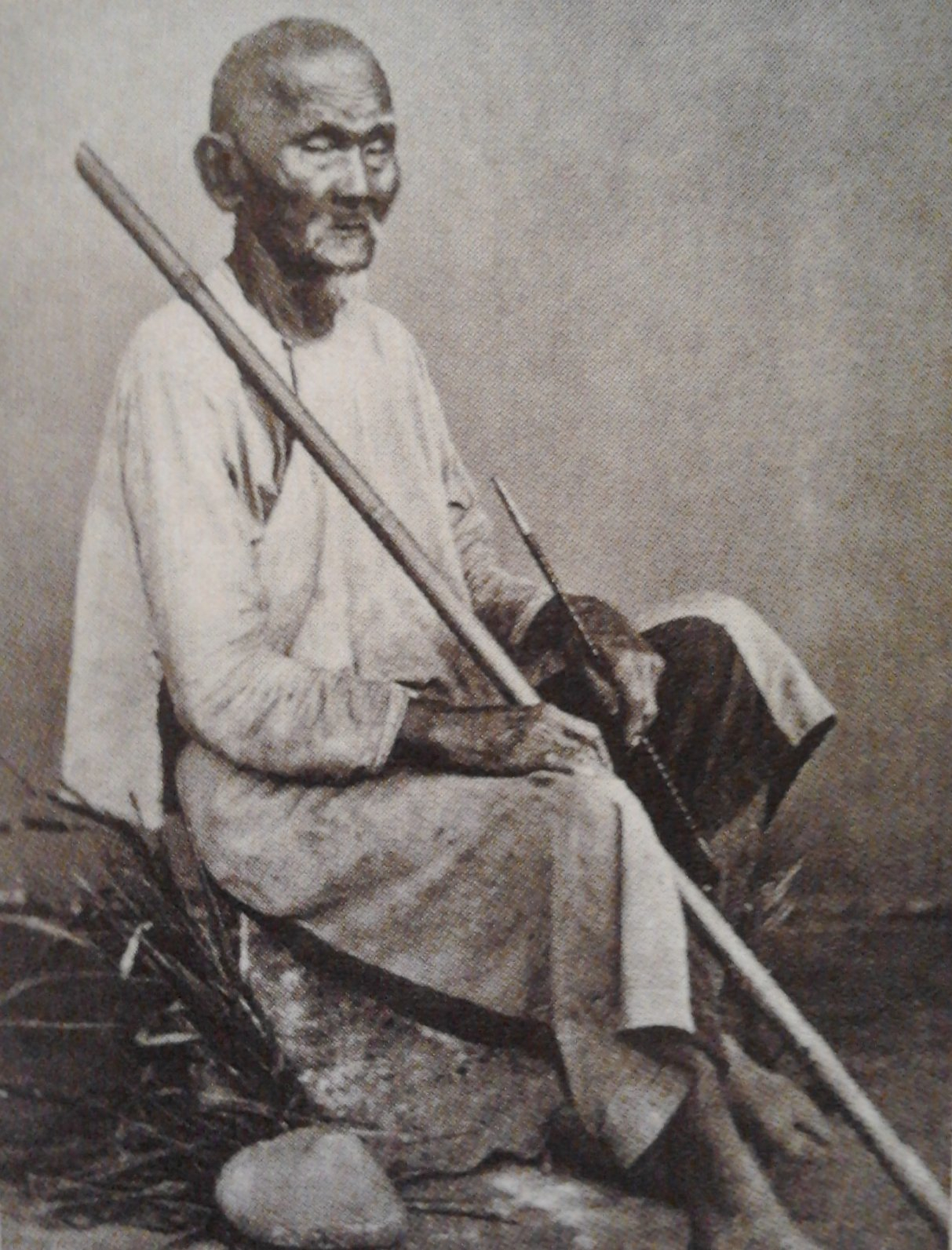
僧人
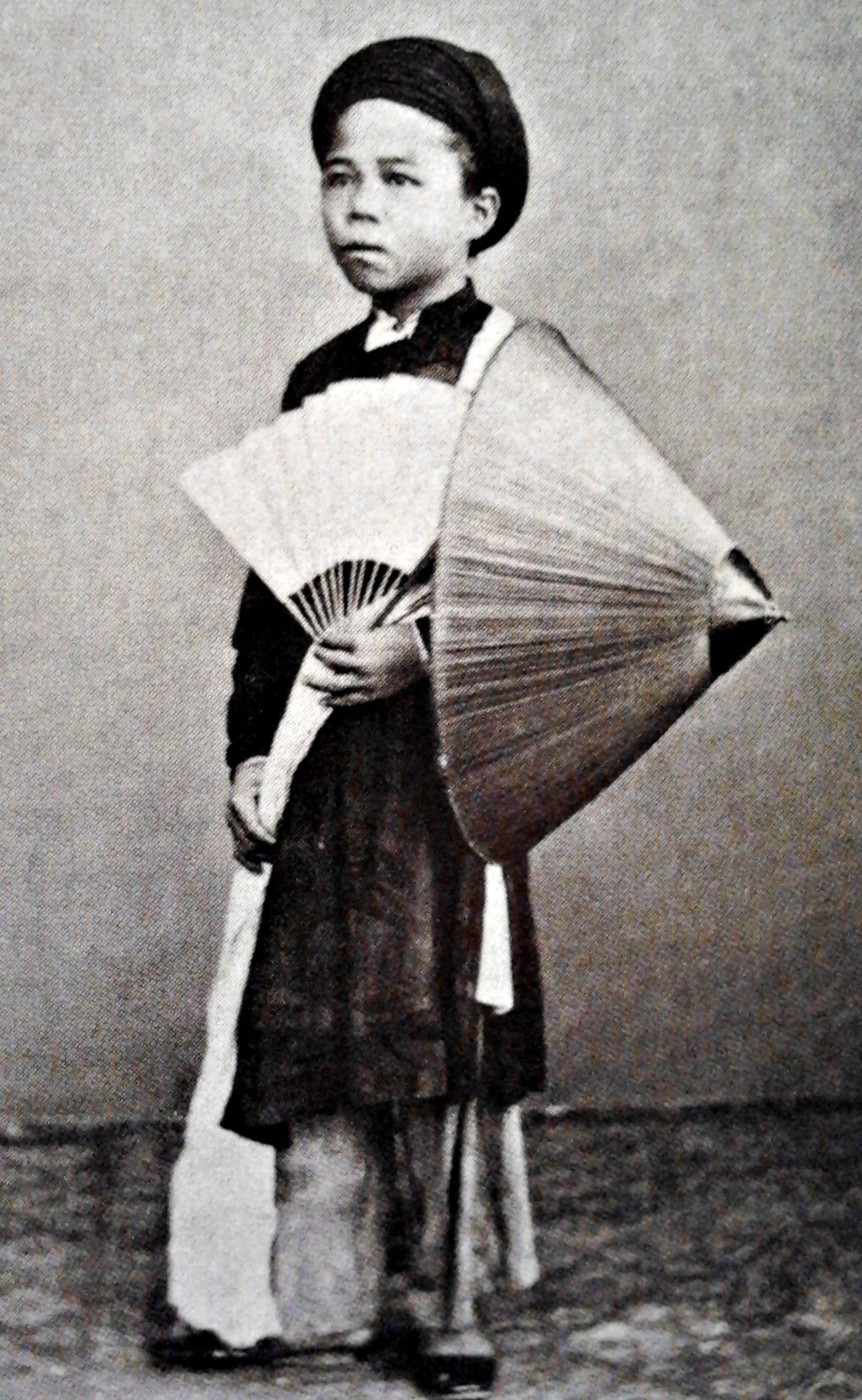
安南青年